# Tigriopus angulatus
Tigriopus angulatus is een eenoogkreeftjessoort uit de familie van de Harpacticidae. De wetenschappelijke naam van de soort is voor het eerst geldig gepubliceerd in 1933 door Lang.